# Сесілія Йогансдоттер Шведська
Сесілія Йогансдоттер Шведська (фл. 1193) — можливе ім'я дружини шведського короля Кнута I і матері короля Швеції Еріка X. Про неї мало що відомо, за винятком того, що вона мала аристократичне походження і померла десь після 1193 року.

## Біографія
Незважаючи на те, що вона була королевою понад двадцять років, королева-дружина короля Кнута є однією з найневідоміших шведських королев. Ні її ім'я, ні батьки, ні роки народження та смерті не підтверджуються. Кнут I заявив у листі до папи Климента III повідомляє, що його наречена була єдиною, хто мав достатньо високий статус, щоб вийти за нього заміж, що може вказувати на королівські зв’язки. Деякі історики припускають, що вона була дочкою Йогана, сина шведського короля Сверкера I (пом. 1156). Припущення, що вона носила ім’я Сесілія, ґрунтується на гіпотезі, що літопис XIV століття був перекручений. У цьому тексті говориться, що матір Еріка Святого (пом. 1160) звали Сесілія, сестра Ульфа Ярла і Кола і дочка короля Свена (імовірно, натякаючи на Блот-Свена). Це, у свою чергу, можна порівняти з генеалогією, в якій Уббе (Ульф), Кол і Буріслев згадуються як сини Джона Сверкерссона. Їхня неявна сестра Сесілія тоді була б матір’ю Еріка X  Швдського, чиїм батьком був Кнут I, а не матір’ю Еріка Святого. Гіпотези можуть бути підкріплені картиною ХІІІ століття в церкві Дедесйо, на якій згадуються імена Кнут і (можливо) Сесилія.
Однак шлюбний союз між двома ворогуючими королівськими кланами Сверкера та Еріка не є цілком правдоподібним. Сучасний документ показує, що вона була сестрою іншого шляхтича на ім'я Кнут, відомого в (імовірно) втраченому документі як Кнут Ульвхільдссон. Згідно з альтернативною гіпотезою, брат королеви Кнут був сином Інгеборг, дочки Сігварда. Усі ці три особи були жертводавцями абатства Варфруберга. Деякі ранньомодерні письменники стверджують, що королева була сестрою ярла Бірґера Броси, що вважається малоймовірним. Будучи дівчиною (juuencula), панянка мала вийти заміж за принца Кнута Ерікссона приблизно в 1160 році, але вбивство Еріка Святого змусило її піти до монастиря, а Кнуту вдалося втекти. У 1167 році, через сім років, її чоловік став королем, а вона стала королевою Швеції.
Є лише одна історія, яка дійсно згадує королеву більш детально. У 1190 р. королева захворіла. Це була важка хвороба, і люди переживали, що вона помре. Щоб уникнути смерті, королева пообіцяла на своєму ліжку, що якщо Бог пощадить її життя, після одужання вона увійде до монастиря, щоб висловити свою вдячність. Згодом вона одужала від хвороби, але не хотіла стати монахинею, як і її чоловік не бажав цього. Вони надіслали до Папи в Рим звернення, щоб запитати, чи можна звільнити її від обіцянки та продовжити подружні зобов’язання. Кнут стверджував, що він повинен забезпечити підтримку своїх родичів, щоб боротися з язичниками на схід від Балтійського моря, а отже, підтримувати подружнє життя. Тодішній Папа Римський Селестин III написав шведським єпископам і попросив додатково перевірити обставини. Результат не відомий. Цей лист датований 1193 роком. Рік її смерті невідомий.

## Сесілія Бланка
Королева Сесілія Йогансдоттер використана як персонаж у книзі автора Яна Ґіллоу в 1998 році, де вона була використана для створення вигаданої королеви Сесілії Бланки.

## Шлюб
Близько 1160 року вона була заручена зі шведським королем Кнутом Ерікссоном (король, 1167). Шлюб був укладений приблизно в 1167 році, але був (принаймні тимчасово) розірваний, коли вона була зобов'язана вступити в монастир у 1190-х роках (див. вище).

## Діти
- Невідомий син (убитий у листопаді 1205 р. в Алґаросі)
- Невідомий син (убитий у листопаді 1205 р. в Алґаросі)
- Невідомий син (убитий у листопаді 1205 р. в Алґаросі)
- Ерік X Шведський (пом. 1216), король Швеції 1208–1216.
- Невідома дочка Кнутсдоттер (можливо, Сіґрід або Карін), яка, як кажуть, вийшла заміж або за ярла Кнута Бірґерссона (і стала матір'ю Маґнуса Броки), або вийшла заміж за самого Магнуса Броку (і з Магнусом мала сина Кнута Маґнуссона або Кнута Катарінасона, претендент на шведський престол; убитий у 1251 р.). Існування цієї дочки ґрунтується на незрозумілих згадках у старих сагах та літописних матеріалах і певною мірою прийнято в дослідницькій літературі, щоб пояснити спадкові претензії Кнута Магнуссона на трон. Ця донька за необхідністю народилася в 1170-1180-х роках. Старі романтичні генеалогії також пропонують їй стати матір’ю дочки герцога Сесілії Натсдоттер (за необхідності народилася не раніше 1208 року), проте походження якої повністю оповито туманом історії.